# Rebecca (muzikál)
Rebecca je muzikál napsaný na motivy románu Daphne du Maurier Mrtvá a živá (Rebecca, 1938). Autory jsou Michael Kunze (libreto) a Sylvester Levay (hudba), autoři muzikálů Elisabeth, Mozart! a Marie Antoinette.
Světová premiéra se uskutečnila 28. září 2006 v Raimund Theater ve Vídni. Od té doby byl inscenován například ve Finsku, Jižní Koreji, Japonsku a dalších zemích. V České republice proběhla premiéra dne 9. března 2017 v Národním divadle moravskoslezském.

## Příběh
Muzikál se odehrává ve 20. letech 20. století. V hotelu v Monte Carlu potká hlavní postava, mladá dívka, která po smrti rodičů dělá společnici zámožné paní van Hopperové (ani v knize ani v muzikálu není zmíněno její jméno, vystupuje tam jako „Ich“, tedy „Já“) čerstvě ovdovělého šlechtice Maxima de Wintera. Ten ji po krátké známosti požádá o ruku a odjedou spolu na jeho sídlo Manderley v jižní Anglii. Tam se setká s Frankem Crawleyem, Maximovým přítelem a správcem Manderley, nebo s Maximovou sestrou Beatrice a jejím manželem Gilesem, se kterými se spřátelí. Většina personálu si ale stále pamatuje Maximovu, jen rok zesnulou, první ženu Rebeccu a „Já“ se nemůže dostat z jejího stínu. Největší problém má hlavní hrdinka s hospodyní, paní Danversovou, která znala Rebeccu už od dětství a nikoho jiného na jejím místě není schopna akceptovat.

## Hlavní postavy
- „Já“
- Maxim de Winter
- Paní Danversová
- Paní van Hopperová
- Beatrice
- Giles
- Frank Crawley
- Jack Favell
- Ben
- Frith
- Robert
- Clarice
- Plukovník Julyan

## Uvedení

### Rakousko
Světová premiéra muzikálu se uskutečnila 28. září 2006 v Raimund Theater ve Vídni, kde se uváděl do 30. prosince 2007. Do Vídně se vrátil v roce 2008 s premiérou 6. září a derniérou 30. prosince.
Do Vídně se Rebecca vrátila v 22. září 2022, kde se až do 7. ledna 2024 hrála opět v Raimund Theater.

### Švýcarsko
Ve Švýcarsku měla Rebecca premiéru 22. října 2011 a derniéru 9. května 2013 v divadle v St. Gallenu.

### Maďarsko
Maďarská verze Rebeccy měla premiéru 18. března 2010 v Budapešťském operetním divadle. V létě 2024 byla úspěšně uvedena na letní scéně v Segedínu.

### Německo
Německá premiéra Rebeccy se uskutečnila 8. prosince 2011 v Palladium Theater ve Stuttgartu, kde se hrála do 6. ledna 2013. V roce 2017 se hrála na letní scéně v Tecklenburgu, v roce 2022 v Magdeburgu.

### Česko
První česká premiéra Rebeccy se uskutečnila 9. března 2017 v Národním divadle moravskoslezském v Ostravě. Katarína Hasprová získala za roli paní Danversové Cenu Thálie 2017.

#### Obsazení
|                    | Ostrava 2017                                |
| ------------------ | ------------------------------------------- |
| „Já“               | Veronika Prášil Gidová / Martina Vlčková    |
| Maxim de Winter    | Lukáš Vlček / Tomáš Novotný                 |
| Paní Danversová    | Katarína Hasprová / Michaela Horká          |
| Jack Favell        | Roman Harok / Tomáš Savka                   |
| Paní van Hopperová | Lenka Bartolšicová / Soňa Jungová           |
| Frank Crawley      | Juraj Čiernik / Ján Slezák / Adam Živnůstka |
| Beatrice           | Eva Jedličková / Tereza Kavecká             |
| Ben                | Libor Olma / Jan Vlas                       |

V roce 2025 se sobotu 10. května uskutečnila slavnostní premiéra muzikálu Rebecca v Plzeňském divadle na Nové scéně.

### Ostatní země
Dále se muzikál uváděl v Japonsku, Finsku, Rusku, Rumunsku, Srbsku, Jižní Koreji, Švédsku a Velké Británii.

## Hudební čísla (v české verzi)
| První Jednání 1. Prolog: Mně sen se zdál o Manderley (Já, Stíny) 2. Z tebe nemůže být dáma (Paní van Hopperová, Já) 3. Kdo je kdo? (company) 4. Na srázu (Já, Maxim) 5. Půvabná a čistá (Maxim) 6. Lapím čas do sítě motýlí (Já, Maxim) 7. Svatební cesta (orchestr) 8. Nová lady, misses de Winter (company, Paní Danversová, Frank Crawley) 9. Stále vítězí (Paní Danversová) 10. Zástup příbuzných (Beatrice, Já Giles) 11. Jsi tu šťastná? (Já, Maxim) 12. Ty se zlobíš? (Já, Maxim) 13. Proveď mě tmou (Já, Maxim) 14. Co se to děje s ním? (Beatrice) 15. Každý muž snil o lásce její (Paní Danversová, Jack Favell) 16. Naše tajemství (melodram - Já, Paní Danversová) 17. Rebecca I (Paní Danversová, company) 18. To je šok (company) 19. Je pryč (Ben) 20. Naháníš mi strach (melodram - Já, Maxim) 21. Proč jsem se vrátil? (Maxim) 22. Nejkrásnější stvoření (melodram - Já, Frank Crawley) 23. Důvěra (Frank Crawley) 24. Na bále v Manderley (company) 25. Jsem správná americká žena (Paní van Hopperová) 26. Dáma v bílém (Já, Clarice) 27. Finále prvního jednání (Pani Danversová, Company) | Druhé Jednání 1. Entr’acte (Orchestr) 2. Rok je pryč a dnes je dnes (Já) 3. Rebecca II (Paní Danversová, Já, stíny) 4. Pouhý krok (Paní Danversová, company) 5. Ber si, ber (Já, Frank Crawley, Jack Favell, company) 6. Je pryč - Reprise (Ben) 7. Ji miluješ dál (Já) 8. Smích její byl chladnější než mráz (Maxim) 9. Láska hory přenáší (Beatrice, Já) 10. Nová misses de Winter - Reprise (company) 11. Misses de Winter jsem já! (Já, Paní Danversová) 12. Předběžné šetření (melodram) 13. Schůzka (melodram - Paní Danversová, Jack Favell) 14. Ruka ruku myje (Jack Favell) 15. Je pryč - Reprise 2 (Ben) 16. Vyjeli v šest (company) 17. Za nos vodila nás (Maxim) 18. Rebecca III (Paní Danversová, stíny) 19. Noc byla zlá (Já, Maxim) 20. Manderley je v plamenech (company, Frank Crawley, Maxim) 21. Epilog: Mně sen se zdál o Manderley (Já, company) |